# Broadwell (microarquitectura)
Broadwell (anteriorment Rockwell) és la cinquena generació del processador Intel Core. És el nom en clau d'Intel per a la matriu retràctil de 14 nanòmetres de la seva microarquitectura Haswell. És un "tic-tac" en el principi de tic-tac d'Intel com el següent pas en la fabricació de semiconductors. Com algunes de les anteriors iteracions de tic-tac, Broadwell no va substituir completament la gamma completa de CPU de la microarquitectura anterior (Haswell), ja que no hi havia CPU d'escriptori de gamma baixa basades en Broadwell.
Alguns dels processadors basats en la microarquitectura Broadwell es comercialitzen com a "5th-generation Core" processadors i3, i5 i i7. Tanmateix, aquest sobrenom no s'utilitza per comercialitzar els xips Celeron, Pentium o Xeon basats en Broadwell. Aquesta microarquitectura també va introduir el Core Marca del processador M.
Broadwell és l'última plataforma d'Intel en què Windows 7 és compatible amb Intel o Microsoft; tanmateix, els proveïdors de maquinari de tercers han ofert un suport limitat de Windows 7 en plataformes més recents.
Les variants H i C de Broadwell s'utilitzen conjuntament amb els chipsets Intel de la sèrie 9 (Z97, H97 i HM97), a més de mantenir la compatibilitat amb alguns dels chipsets Intel de la sèrie 8.

Haswell i Broadwell disposen d'un regulador de tensió totalment integrat.

## Disseny i variants
Broadwell s'ha llançat en tres variants principals:
- Encapsulat BGA :
  - Broadwell-Y : sistema en un xip (SoC); 4.5 W i 3,5 Classes de potència de disseny tèrmic W (TDP), per a tauletes i determinades implementacions de classe ultrabook. Es va utilitzar la GPU GT2, mentre que la memòria màxima admesa és 8 GB de LPDDR3-1600. Aquests van ser els primers xips que es van llançar el 3/Q4 del 2014. A Computex 2014, Intel va anunciar que aquests xips es marcarien com a Core M. Les instruccions TSX estan desactivades en aquesta sèrie de processadors perquè existeix un error que no es pot solucionar amb una actualització de microcodi.
  - Broadwell-U : SoC; dues classes de TDP – 15 W per a configuracions 2+2 i 2+3 (dos nuclis amb una GPU GT2 o GT3), així com 28 W per a 2+3 configuracions. Dissenyat per ser utilitzat en plaques base amb el chipset PCH-LP per a les plataformes d'ultrabook i NUC d'Intel. El màxim suportat és de fins a 16 GB de memòria DDR3 o LPDDR3, amb DDR3-1600 i LPDDR3-1867 com a velocitats màximes de memòria. La configuració 2+2 està programada per al quart trimestre de 2014, mentre que la configuració 2+3 està prevista per al primer trimestre de 2015. Per als models Broadwell-U amb GPU 5x00 integrades, la mida de la matriu és de 82 mm 2 amb un total d'1,3 mil milions de transistors, mentre que per als models amb GPU 6100 i 6200 la mida de la matriu és de 133 mm 2 amb un total d'1,9 mil milions de transistors.
  - Broadwell-H : 37 W i 47 Classes W TDP, per a plaques base amb HM86, HM87, QM87 i els nous chipsets HM97 per a sistemes " tot en un ", plaques base amb factor de forma mini-ITX i altres formats d'empremta petita. S'esperava que vingués en dues variants diferents, com a xips simples i dobles; els xips duals (4 nuclis, 8 fils) tindrien GPU GT3e i GT2, mentre que un sol xip (SoC ; dos nuclis, quatre fils) tindria GPU GT3e. La memòria màxima admesa és 32 GB de DDR3-1600. Aquestes estan programades per al segon trimestre de 2015.
- Encapsulat LGA 1150 :
  - Broadwell-DT : versió d'escriptori desbloquejada de quatre nuclis amb gràfics integrats GT3e (Iris Pro 6200) i 128 MB de memòria cau eDRAM L4, en un 65 Classe W TDP. S'ha anunciat que és retrocompatible amb l'LGA 1150 plaques base dissenyades per als processadors Haswell.
- Encapsulat LGA 2011-1 :
  - Broadwell-EX : plataforma Brickland, per a servidors de missió crítica. S'espera que la interconnexió Intel QuickPath (QPI) s'actualitzi a la versió 1.1, permetent una escalada perfecta més enllà dels sistemes de vuit sòcols. S'espera que les velocitats de memòria màximes admeses siguin DDR3-1600 i DDR4-1866. Fins a 24 nuclis i 48 fils, fins a 60 MB de memòria cau L3 i 32 PCI Express 3.0 carrils, amb 115 – 165 W TDP.
- Encapsulat LGA 2011-v3 :
  - Broadwell-EP : es comercialitzarà com a Xeon E5-2600 v4, etc., mentre s'utilitza la plataforma de chipset C610 Wellsburg. Fins a 22 nuclis i 44 fils, fins a 55 MB de memòria cau total i 40 carrils PCI Express 3.0, amb 55-160 Classes W TDP. La velocitat màxima de memòria admesa és DDR4 de quatre canals -2400.
  - Broadwell-E: plataforma HEDT, per a entusiastes. Anunciat a Computex 2016, es va llançar el juliol d'aquell any. Consta de quatre processadors: el 6800K, 6850K, 6900K i el deca-core 6950X, amb velocitats de rellotge que van des de 3 GHz a 4 GHz i fins a 25 MB de memòria cau L3.

## Extensions del conjunt d'instruccions
Broadwell introdueix algunes extensions d'arquitectura del conjunt d'instruccions:
- Intel ADX : ADOX i ADCX per millorar el rendiment de les operacions senceres de precisió arbitrària
- RDSEED per generar números aleatoris de 16, 32 o 64 bits a partir d'un flux d'entropia de soroll tèrmic, segons NIST SP 800-90B i 800-90C
- Instrucció PREFETCHW
- Prevenció d'accés al mode supervisor (SMAP) – opcionalment no permet l'accés des de la memòria de l'espai del nucli a la memòria de l'espai d'usuari, una característica destinada a dificultar l'explotació d'errors de programari.
- Extensions de sincronització transaccional : aquest conjunt d'instruccions es reintrodueix per a totes les versions de Broadwell excepte per a Broadwell-Y perquè s'ha corregit amb un error que no es pot solucionar mitjançant l'actualització del microcodi a Broadwell-Y i totes les versions de Haswell, excepte les variants Haswell-EX. nou nivell de pas de la CPU. Error: de fet, entre les CPU Broadwell i3, i5 i i7, només quatre d'elles admeten instruccions TSX (i7 5650U i 5600U, i5 5350U i 5300U); Ni tan sols es precisa al lloc web d'Intel si l'i5 5200U admet instruccions TSX. (ark.intel.com/products/)

## Noves característiques
El descodificador de vídeo de maquinari Intel Quick Sync Video de Broadwell afegeix compatibilitat amb la descodificació de maquinari VP8 i la codificació híbrida. La descodificació HEVC s'aconsegueix mitjançant una combinació del descodificador de vídeo de funció fixa i els shaders. A més, té dos anells de descodificador de flux de bits (BSD) independents per processar ordres de vídeo a les GPU GT3; això permet que un anell BSD processi la descodificació i l'altre anell BSD processi la codificació al mateix temps.
La GPU integrada de Broadwell és compatible amb Windows Direct3D 11.2, OpenGL 4.4 (OpenGL 4.5 a Linux ) i OpenCL 2.0. Tanmateix, es comercialitza com a Direct3D-12-ready. Broadwell-E va presentar la tecnologia Intel Turbo Boost Max 3.0.